# Nguyễn Cảnh Hà
Nguyễn Cảnh Hà (1583-1645) giữ chức Thiếu phó Tả tư mã Đô úy tước Thắng quận công. Người gốc xã Ngọc Sơn huyện Thanh Chương tỉnh Nghệ An. Làm tướng nhà Lê trung hưng trong lịch sử Việt Nam.
.

## Xuất thân
Ông là đời thứ 8 của dòng họ Nguyễn Cảnh nổi tiếng ở Nghệ An, xuất thân trong gia đình tướng lĩnh nhiều đời làm tướng. Ông nội là Thái phó Tấn quốc công Nguyễn Cảnh Hoan, cha Thái bảo Tả tư không Thư quận công Nguyễn Cảnh Kiên, mẹ người họ Nguyễn ở huyện Chân Phúc (nay là huyện Nghi Lộc tỉnh Nghệ An) cháu mấy đời của Cương quốc công Nguyễn Xí.
Do có nhiều công lao với triều đình, ông được chúa Trịnh ban quốc tính nên còn có tên gọi khác là Trịnh Tông.

## Sự nghiệp
Nguyễn Cảnh Hà xuất thân từ gia đình nhà võ, nên ông cùng các anh em của mình như Cảnh Đại, Cảnh Cống theo cha là Thư quận công Nguyễn Cảnh Kiên đánh trận từ nhỏ, phục dịch trong doanh trại của cha và theo hiệu lệnh sai phái.
Năm 1601 Trịnh Tùng ra lệnh Đông chinh tiêu diệt nhà Mạc. Nguyễn Cảnh Kiên làm tiên phong, theo lệnh Cảnh Hà cùng với các tướng giết được Nga quận công, Nam quận công, bắt sống được Tào quận công và Vị quận công nhà Mạc. Thu được nhiều tàu thuyền, hàng binh, chiêu nạp vỗ về dân chúng. Bấy giờ Cảnh Hà mới 18 tuổi, Trịnh Tùng qua theo dõi đã hết lời khen, lại thưởng cho kim bài.
Tháng 8/1601 vua Kính Tông trở về kinh đô Thăng Long triều đình bình công khen thưởng cho các quan văn võ, Nguyễn Cảnh Hà được phong Quảng phú hầu.
Tháng 9/1601 Nhờ có công bắt được Ngụy Kiền Vương lúc này đã trốn vào chùa Mô Khê, hóa trang bằng cách, cắt tóc, cạo răng giả làm sư để xóa đi tung tích, nên chúa Trịnh Tùng được tin, vỗ tay tán thưởng rằng:
"Thiên hạ đấu nhau hạng dũng mãnh có nhiều. Riêng Quảng phú hầu, cháu của Tấn quốc công, con của Thư quận công là hạng danh gia phiệt duyệt, trí dũng hơn đời, trèo non, vượt biển xông pha nguy hiểm như vào chốn không người, ai dám đối địch?".
Nói xong bèn cho triệu vào gặp Vương rất hài lòng bèn phán bảo Cảnh Hà rằng:
"Ông nội của anh đã có nhiều công lao đối với đất nước.Nay anh lại phá được giặc, tài năng xuất chúng có thể làm một Phò mã để đáp công xưa".
Cảnh Hà lạy tạ lui ra, sau đó Trịnh Thị Ngọc Thanh là con gái của Trịnh Tùng được gả cho ông.
Năm 1613 Nguyễn Cảnh Hà cùng với gia quyến cho tu bổ cầu cống, đường sá tại quê hương thôn Bụt Đà (thuộc Đô Lương ngày nay), tháng 11/1615 lại cho trùng tu lại chùa trên núi Bụt Đà thêm khang trang, sạch sẽ.
Năm 1618 do có nhiều công lao, Cảnh Hà được thăng làm Chưởng vệ sự Thắng quận công, người con gái cả là Nguyễn Thị Ngọc Thơm tiến cung làm phi tần của vua Thần Tông được đặc biệt sủng ái.
Bấy giờ thế tử Trịnh Tráng thấy cha là Bình An Vương tuổi già sức yếu, em là Trịnh Xuân lại có ý làm phản. Nghệ An là đất trọng yếu nên Trịnh Tráng tâu vua cử Nguyễn Cảnh Hà vào trấn giữ.
Tháng 7/1626 Thanh Đô Vương Trịnh Tráng cầm quân cử Nguyễn Cảnh Hà làm tiên phong tiến đánh nhà Mạc lúc này đang chiếm cứ Cao Bằng. Cảnh Hà đốc thúc quân lính phá vỡ thành lũy, đốt cháy doanh trại, quân Mạc số bị giết số còn lại trốn vào sào huyệt.
Năm 1639 nhà Mạc lại chiếm cứ địa phận Hồi Trang thuộc hai huyện Đông Triều và Chí Linh. Chúa Trinh Tráng cử Nguyễn Cảnh Hà tới Hồi Trang bắt đảng ngụy và vỗ về dân chúng, chỉ trong ba bốn hôm đã đến nơi,bắt được đảng ngụy đóng cũi giải về Kinh sư, chiêu an trăm họ, với chiến công này ông được gia thăng Thiếu phó Tả tư mã. Bấy giờ triều đình coi Nguyễn Cảnh Hà như chân tay tâm phúc, được vào triều dự bàn chính sự, cấp cho quân 4000, dân 4 huyện Nam Đường, Chân Phúc,Thanh Miện, Phù Dung, ngựa hơn một trăm con, voi 30 thớt cùng thuyền son, thuyền sắt.
Năm 1643 lúc này Cảnh Hà đã ngoài sáu mươi tuổi, qua nhiều năm bôn ba ngoài chiến trường ông được gọi về triều, lại được cấp cho kỷ trượng để dưỡng lão. Ngày 6/9/1645, ông mất tại phủ đường thọ 63 tuổi, chúa Thanh Vương đau xót ra lệnh bãi chầu 3 ngày, cấp cho 2000 quan tiền cổ, 15 thuyền chiến đưa linh cữu về an táng tại quê nhà.
Hiện nay được phối thờ cùng với ông nội Nguyễn Cảnh Hoan tại đền thờ xã Tràng Sơn huyện Đô Lương tỉnh Nghệ An

## Gia quyến
- Chính thất: Quận chúa Trịnh Thị Ngọc Thanh, con gái thứ 3 của Bình An vương Trịnh Tùng,mẹ là Cung tần Tăng Thị Ngọc Hồ. Thành hôn với Nguyễn Cảnh Hà năm 1601.[1] Không có con trai.
- Nguyên phối: Phan thị, con gái Lai quận công Phan Công Tích. Sinh con trai trưởng Nguyễn Cảnh Quế.
- Á thất: Hạ Thị Sử, con gái Hạ Đào Nhân ở Đông Thành. Sinh con trai thứ 7 Nguyễn Cảnh Nghị.[2]

Các bà vợ sinh cho ông 11 con trai và tám con gái. Các con trai ông tất thảy đều được phong Quận công hoặc tước hầu trong đó có Nguyễn Cảnh Quế làm đến Tả đô đốc Phó tướng Liêu quận công, vợ là Trịnh Thị Ngọc Loan con gái của chúa Nghị vương Trịnh Tráng, Nguyễn Cảnh Ích làm Đề đốc Gia quận công lấy quận chúa Trịnh Thị Ngọc Cẩn. Trưởng nữ của ông là Nguyễn Thị Ngọc Thơm vào cung hầu vua Lê Thần Tông sinh được Hoàng trưởng tử chết yểu.